# Brush (cratera)
Brush é uma cratera marciana. Tem como característica 6.4 quilômetros de diâmetro. Deve o seu nome a Brush, uma localidade no estado americano Colorado, nos Estados Unidos.